# Parijse metrolijn 3
Metrolijn 3 van de metro van Parijs loopt van station Pont de Levallois - Bécon naar station Gallieni (Bagnolet). De lengte is 12 kilometer.
Lijn 3 liep aan de oostzijde vroeger naar station Porte des Lilas. In 1971 is het eindpunt verlegd naar Gallieni. Het traject vanaf station Gambetta naar Porte des Lilas vormde daarna lijn 3bis, waarbij station Gambetta op lijn 3bis overstapstation werd op een nieuw station Gambetta op lijn 3, waarin het station Martin Nadaud van lijn 3 werd geïntegreerd (dat vervolgens werd opgeheven). Lijn 3bis is 1,3 km lang en loopt van Gambetta naar station Porte des Lilas (alwaar overstap naar lijn 11) via de stations Pelleport en Saint-Fargeau.

## Geschiedenis
- 10 oktober 1904: opening van het deel Villiers-Père Lachaise.
- 25 januari 1905: verlenging oostwaarts naar Gambetta.
- 23 mei 1910: verlenging westwaarts naar Pereire.
- 15 februari 1911: verlenging verder westwaarts naar Porte de Champerret.
- 27 november 1921: verlenging verder oostwaarts naar Porte des Lilas.
- 24 september 1937: verlenging verder westwaarts naar Pont de Levallois – Bécon.
- 23 maart 1971: Lijn 3-bis wordt een aparte metrolijn.
- 2 april 1971: verlenging verder oostwaarts vanaf Gambetta naar Gallieni.

Pont de Levallois - Bécon · 
Anatole France · 
Louise Michel · 
Porte de Champerret · 
Pereire · 
Wagram · 
Malesherbes · 
Villiers · 
Europe · 
Saint-Lazare · 
Havre - Caumartin · 
Opéra · 
Quatre-Septembre · 
Bourse · 
Sentier · 
Réaumur - Sébastopol · 
Arts et Métiers · 
Temple · 
République · 
Parmentier · 
Rue Saint-Maur · 
Père Lachaise · 
Gambetta · 
Porte de Bagnolet · 
Gallieni